# Thüringerwaldbahn

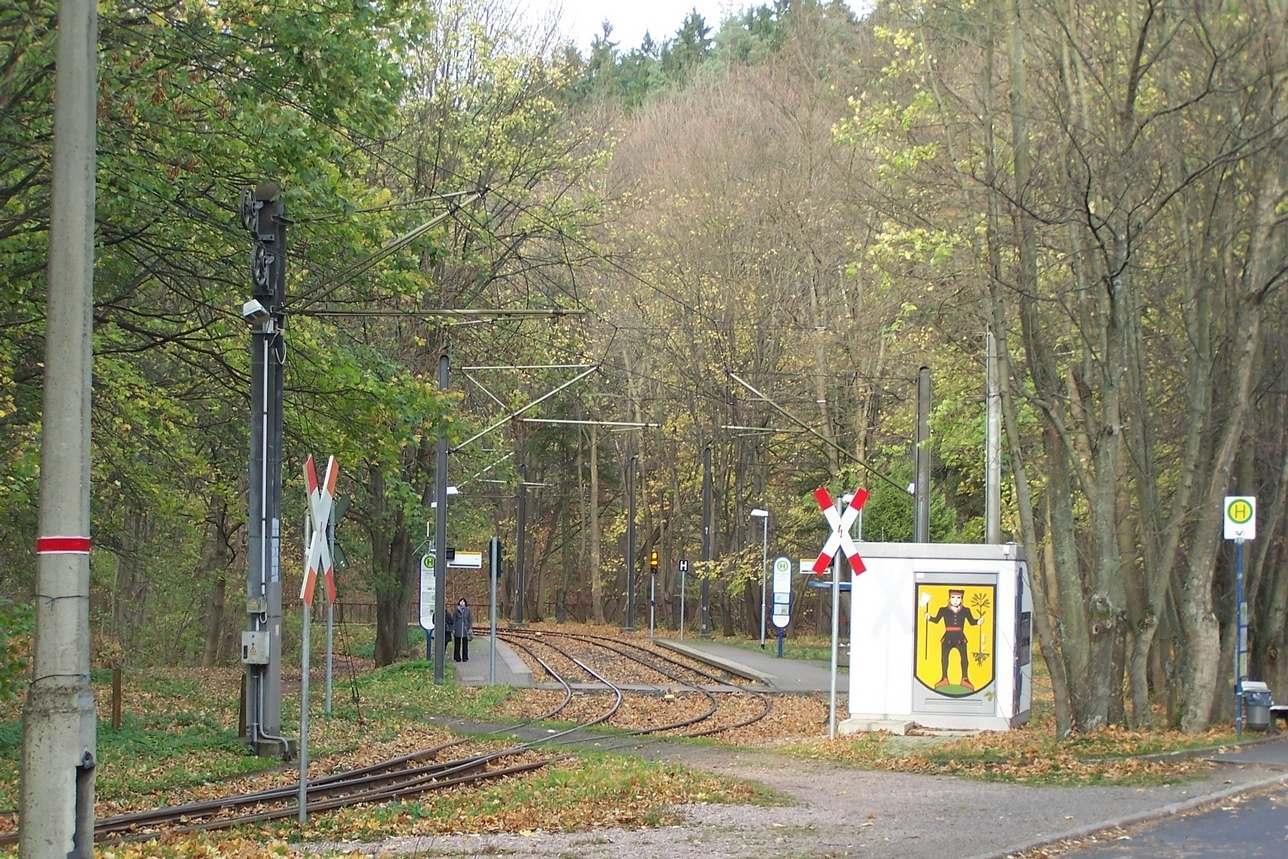
Bahnhof Reinhardsbrunn

Thüringerwaldbahn är en meterspårig smalspårsbana i Thüringen i Tyskland. Den betjänar trafik mellan Gotha och Thüringer Wald och bedrivs integrerat med spårvagnstrafiken i Gotha som linje 4.
Thüringerwaldbahn har sin ena slutstation vid Bahnhof Gotha, vilken av spårvägsbolaget benämns Hauptbahnhof, och leder till den på 21,7 kilometers avstånd belägna Bad Tabarz vid foten av Grosser Inselsberg. Restiden hela sträckan är en knapp timme. På vägen finns 22 hållplatser.  Vid mellanstationen Waltershausen Gleisdreieck finns en avtagsbana på 2,4 kilometer till stationen Waltershausen, vid vilken finns ytterligare fyra hållplatser. Sträckan mellan Gotha och Bad Tabarz tar 58 minuter.

## Historik
År 1897 överenskom Hertigdömet Sachsen-Coburg und Gotha och Gothas spårvägar att bygga en bana. Först 1914 började anläggningsarbetet, men detta avbröts av första världskriget och inflationen i Tyskland mellan 1914 och 1923. Det återupptogs i juni 1928, och i juli 1929 invigdes den första sträckan. Den högsta tillåtna hastigheten var 50 kilometer per timme. 
Under 1930-talet var trafiken intensiv, upp till 22 turer per dag, både pendeltrafik och utflyktsresor. Banan fungerade också under andra världskriget fram till februari 1945. Efter kriget kom trafiken igång i två delar, en på var sida av floden Leina, i juli 1946. I slutet av oktober bands banan ihop igen, efter det att en ny bro byggts. 
År 1951 ombildades Straßenbahn Gotha till VEB (K) Thüringerwaldbahn und Straßenbahn Gotha. Dagens Thüringerwaldbahn und Straßenbahn Gotha GmbH (TWSB Gotha) bildades 1991.

## Gothas industrijärnväg
Industriebahn Gotha var en affärsdel av Thüringerwaldbahn och Straßenbahn Gotha. Industrispår gick ut från banan på ett flertal ställen mellan Gotha Hauptbahnhof och Gotha Ost. Det fanns en gemensam järnvägsstation med Deutsche Reichsbahn, Bahnhof Gotha Ost. Industriebahn Gotha lades ned på 1990-talet efter det att flera industrier längs linjen lagts ned.

## Fotogalleri

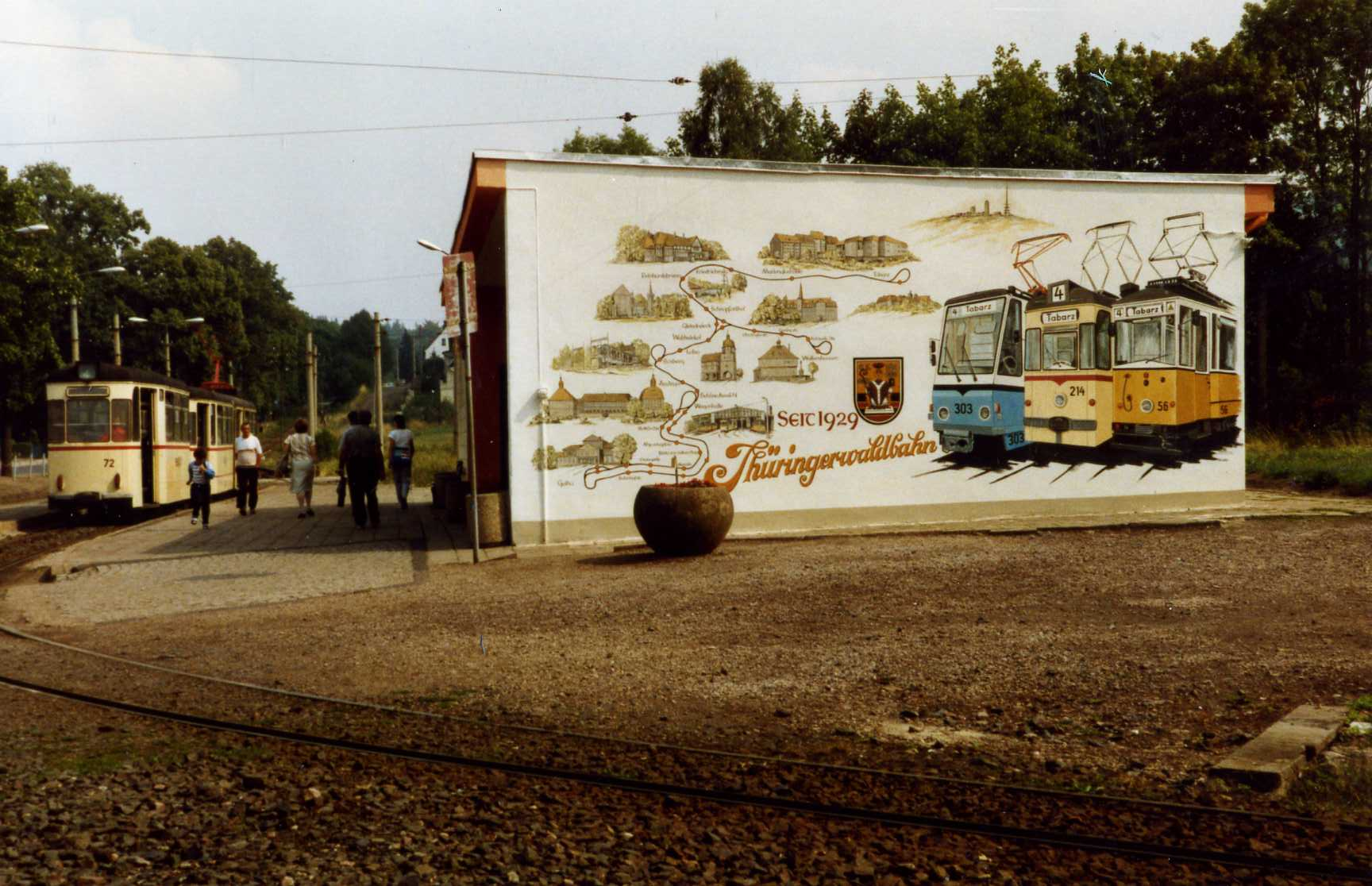
Linjenät och rälsfordon som väggbild
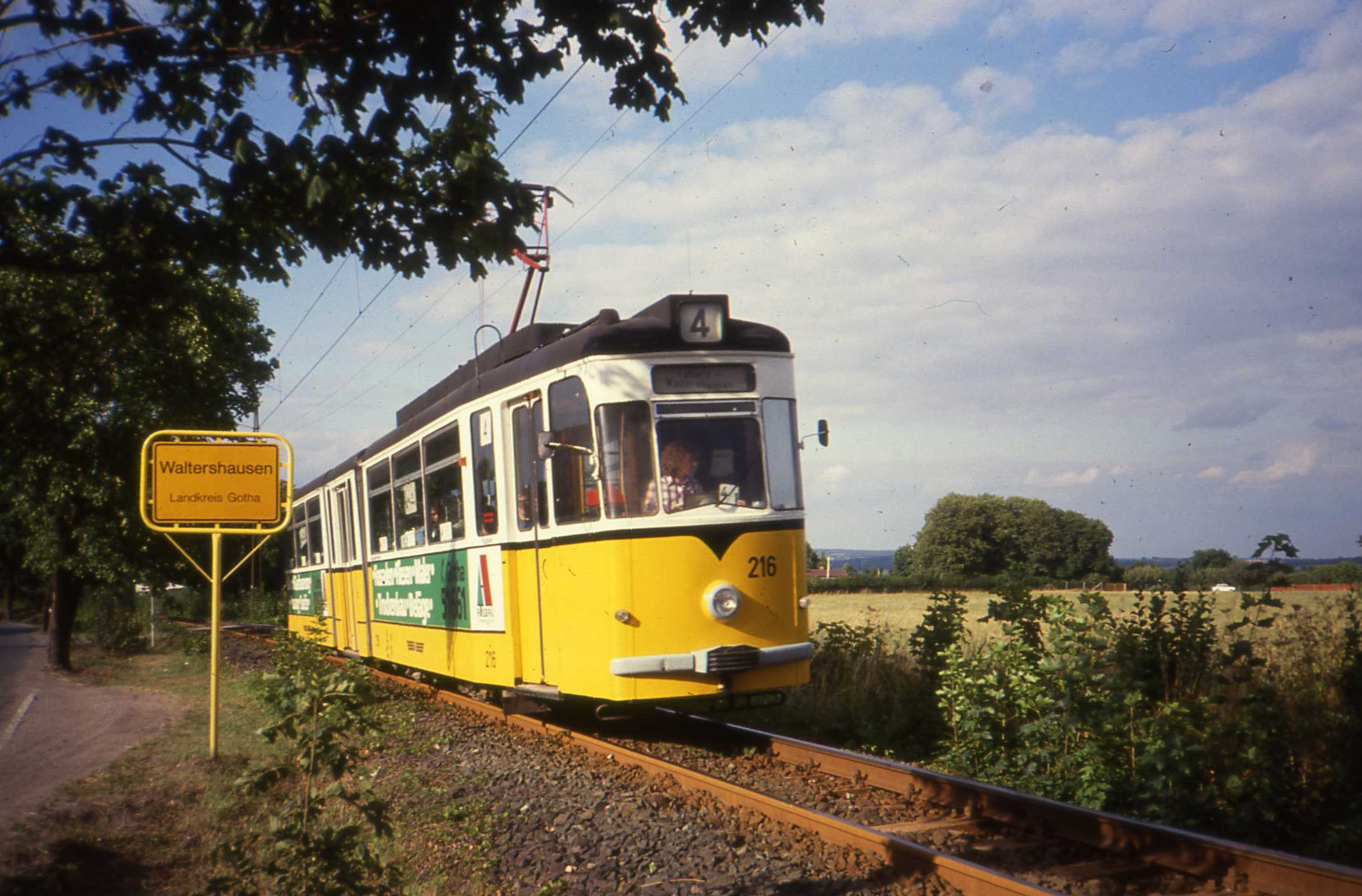
Spårvagn av modell Gothaer Waggonfabrik GT4 vid Waltershausen, 1990
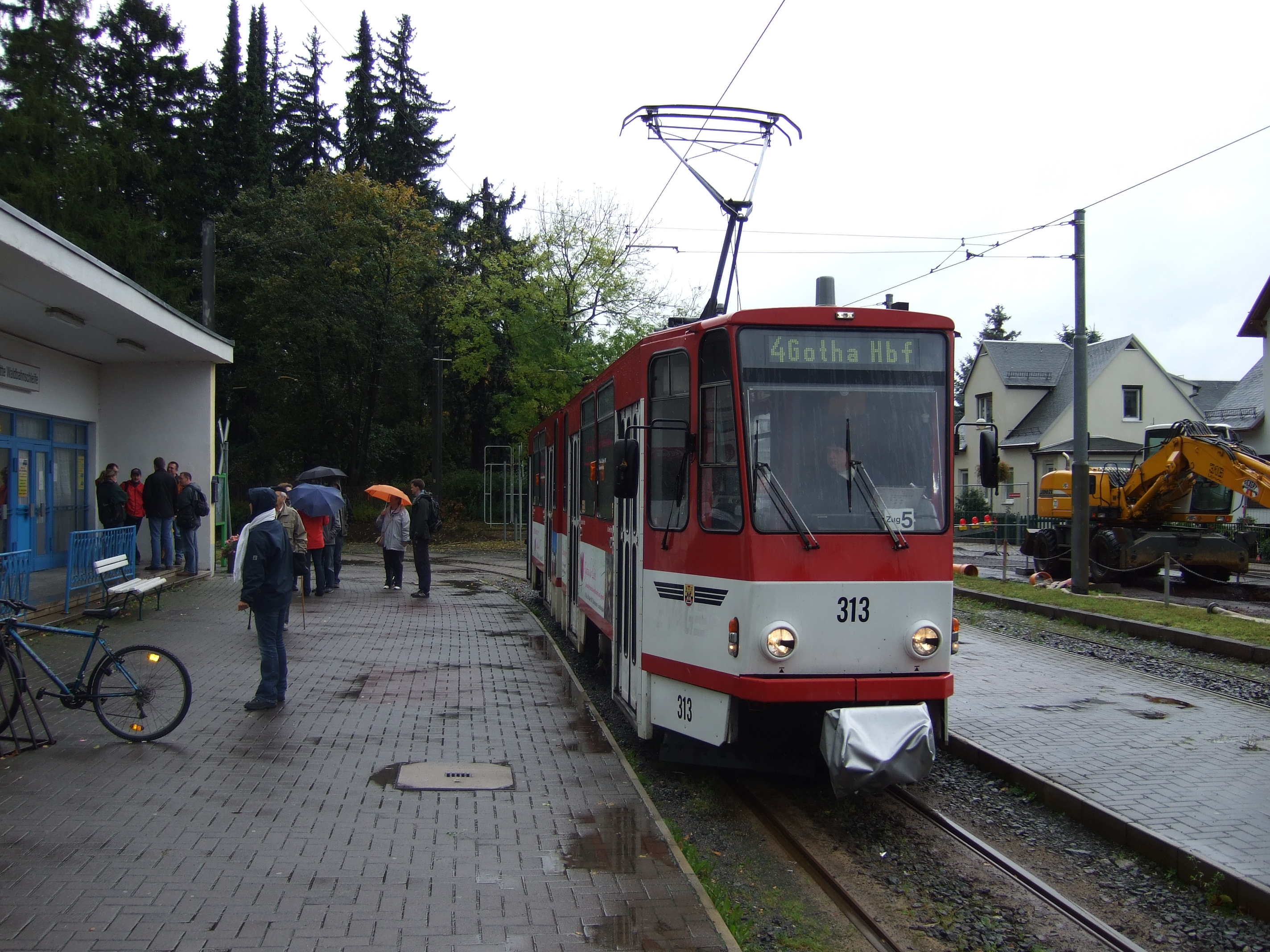
Spårvagn av nuvarande modell Tatra KT4D i Tabarz, 2007
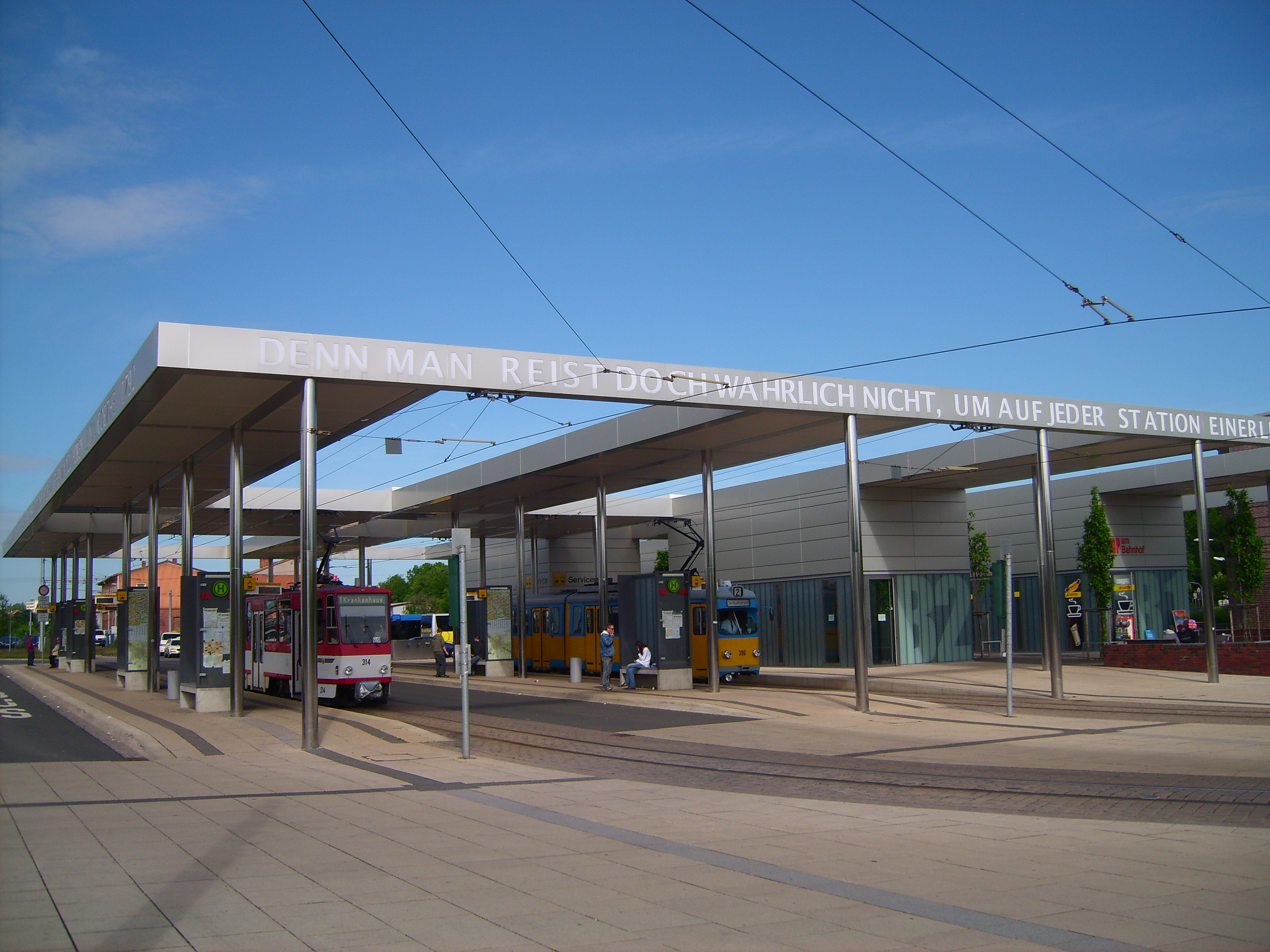
Buss- och spårvagnsstationen vid Bahnhof Gotha